# Johannes Zimmermann (Politiker)
Johannes „John“ Zimmermann (* 1961) ist ein liechtensteinischer Politiker (VU). Er ist seit 2025 Abgeordneter im liechtensteinischen Landtag.

## Biografie
Zimmermann absolvierte das Untergymnasium sowie das Primarlehrer-Seminar an der Evangelischen Mittelschule Schiers und der Pädagogische Hochschule St. Gallen mit dem Abschluss als Reallehrer (Oberschullehrer). Des Weiteren bildete er sich in Zürich zum lizenzierten Fitness- und Bodybuilding-Instruktor weiter. An der Technischen Universität Kaiserslautern erhielt er 2008 einen Master in Schulmanagement.
Seine rund 40-jährige berufliche Karriere umfasste Tätigkeiten in Realschule, Sekundarschule, Oberschule, Brückenangebote, Erwachsenenbildung bis Berufsschule und fand in Graubünden, Schwyz, St. Gallen und Liechtenstein statt.
Seit 1999 lebt Zimmermann in Liechtenstein und seit 2002 in Eschen. Dort war er vier Jahre Mitglied der Freizeit- und Sportkommission und arbeitete mehr als 12 Jahre in der Wahlkommission. Politisch betätigt sich Zimmermann in der Vaterländischen Union. Er war vier Jahre Obmann der Ortgruppe von Eschen-Nendeln und ist seit 2021 VU-Vizepräsident für Unterland.
Im Februar 2025 wurde er für seine Partei in den Landtag des Fürstentums Liechtenstein gewählt.
Zimmermann ist passionierter Curler. Er ist Sportlicher Leiter im Curling Club Vaduz und nahm mit der liechtensteinischen Nationalmannschaft 2023 an der Curling-Europameisterschaft teil. Hier erzielte die liechtensteinischen Nationalmannschaft im April in der Division C den zweiten Platz und stieg in Division B auf. Bei der Austragung der Division B im November desselben Jahres schied die liechtensteinische Nationalmannschaft jedoch in den Page-Playoffs der Relegationsrunde aus und stieg wieder in Division C ab.
Zimmermann ist Vater von zwei Töchtern.